# Faido (Burgos)
Faido (en euskera Faidu) es un despoblado que actualmente forma parte del municipio de Condado de Treviño, en la provincia de Burgos, Castilla y León (España).

## Localización
Sus tierras estaban situadas a 300 metros al noroeste de la localidad treviñesa de Muergas, cuyo lugar actualmente mantiene el nombre del despoblado.

## Toponimia
A lo largo de los siglos ha sido conocido con los nombres de Faido, Faydo y San Juan de Faido.

## Historia
Documentado desde el siglo XIII, hacia 1828 se daba por despoblado.